# An Innocent Man
An Innocent Man ist das neunte Studioalbum des US-amerikanischen Musikers Billy Joel.

## Entstehung und Veröffentlichung
Die Erstveröffentlichung von An Innocent Man erfolgte am 8. August 1983 bei Columbia Records. Das Album erschien in seiner Originalausführung als LP mit zehn Titeln (Katalognummer: CBS 25 554); 1988 erschien es erstmals als CD-Ausführung (Katalognummer: 466329 2).
Das Album ist ein Tribut an die Musik aus Joels Kindheit. Der Künstler selbst bezeichnet das Werk als „singer's album“, die einzelnen Titel stellen Hommagen an berühmte Musiker und Musikstile der 1950er-Jahre dar. Im Mittelpunkt steht dabei der Doo Wop, ein Musikstil, der auf einem mehrstimmigen Gesangsarrangement basiert und in den Titeln „The Longest Time“, „This Night“ und „Careless Talk“ Verwendung findet.

## Titelliste
- Easy Money – 4:04

Hommage an James Brown und gleichzeitig Titelmelodie gleichnamigen Films mit Rodney Dangerfield, Joe Pesci, Geraldine Fitzgerald und Jennifer Jason Leigh.
- An Innocent Man – 5:17

Hommage an Ben E. King und The Drifters.
- The Longest Time – 3:42

Hommage an den Doo Wop; Für den Song wurden 14 verschiedene Background-Tonspuren von Joel eingesungen und schließlich zusammengeschnitten.
- This Night – 4:19

Verwendet als Basis des Refrains Teile der Klaviersonate Nr. 8 von Ludwig van Beethoven.
- Tell Her About It – 3:52

Hommage an die Plattenfirma Motown Records.
- Uptown Girl – 3:17

Hommage an Frankie Valli und The Four Seasons.
- Careless Talk – 3:48
- Christie Lee – 3:31

Hommage an Jerry Lee Lewis.
- Leave a Tender Moment Alone – 3:56
- Keeping the Faith – 4:41

Sowohl die Musik als auch die Texte aller Titel, mit Ausnahme der Beethoven-Sonate in „This Night“, wurden von Billy Joel geschrieben.

## Singleauskopplungen
Drei der veröffentlichten Singleauskopplungen erreichten Top-10-Platzierungen in den US-amerikanischen Billboard Hot 100, darunter auch der Nummer-eins-Hit Tell Her About It. Neben Uptown Girl (Rang 3) und An Innocent Man (Rang 10) wurden zudem The Longest Time, Leave a Tender Moment Alone, Keeping the Faith und This Night als Single veröffentlicht.
Singles in den Charts

| Jahr | Titel                       | Höchstplatzierung, Gesamtwochen, AuszeichnungChartplatzierungen (Jahr, Titel, , Platzierungen, Wochen, Auszeichnungen, Anmerkungen) | Höchstplatzierung, Gesamtwochen, AuszeichnungChartplatzierungen (Jahr, Titel, , Platzierungen, Wochen, Auszeichnungen, Anmerkungen) | Höchstplatzierung, Gesamtwochen, AuszeichnungChartplatzierungen (Jahr, Titel, , Platzierungen, Wochen, Auszeichnungen, Anmerkungen) | Höchstplatzierung, Gesamtwochen, AuszeichnungChartplatzierungen (Jahr, Titel, , Platzierungen, Wochen, Auszeichnungen, Anmerkungen) | Anmerkungen                                                |
| Jahr | Titel                       | DE | AT | UK | US | Anmerkungen                                                |
| ---- | --------------------------- | --- | --- | --- | --- | ---------------------------------------------------------- |
| 1983 | Tell Her About It           | — | — | UK4 Silber · (12 Wo.)UK | US1 Gold · (18 Wo.)US | Erstveröffentlichung: Juli 1983 Verkäufe: + 750.000        |
| 1983 | Uptown Girl                 | DE18 Gold · (13 Wo.)DE | AT18 (2 Wo.)AT | UK1 ×2Doppelplatin · (18 Wo.)UK | US3 ×3Dreifachplatin · (22 Wo.)US                                                                                                   | Erstveröffentlichung: September 1983 Verkäufe: + 4.765.000 |
| 1983 | An Innocent Man             | — | — | UK8 Silber · (10 Wo.)UK | US10 (18 Wo.)US | Erstveröffentlichung: Dezember 1983 Verkäufe: + 200.000    |
| 1984 | The Longest Time            | — | — | UK25 (9 Wo.)UK | US14 Platin · (18 Wo.)US | Erstveröffentlichung: März 1984 Verkäufe: + 1.000.000      |
| 1984 | Leave a Tender Moment Alone | — | — | — | US27 (15 Wo.)US | Erstveröffentlichung: Juni 1984                            |
| 1984 | This Night                  | — | — | UK78 (4 Wo.)UK | — | Erstveröffentlichung: November 1984                        |
| 1985 | Keeping the Faith           | — | — | — | US18 (16 Wo.)US | Erstveröffentlichung: Dezember 1984                        |

## Kommerzieller Erfolg

### Chartplatzierungen
An Innocent Man avancierte zum Nummer-eins-Album in Neuseeland und erreichte Top-10-Platzierungen im Vereinigten Königreich (Rang 2), den Vereinigten Staaten (Rang 4) oder auch Norwegen (Rang 9). In den britischen Charts ist es Joels bestplatziertes Album in seiner Karriere.
| ChartsChartplatzierungen       | Höchstplatzierung | Wochen |
| ------------------------------ | ----------------- | ------ |
| Deutschland (GfK)              | 36 (23 Wo.)       | 23     |
| Vereinigte Staaten (Billboard) | 4 (111 Wo.)       | 111    |
| Vereinigtes Königreich (OCC)   | 2 (97 Wo.)        | 97     |

### Auszeichnungen für Musikverkäufe
| Land/Region                  | Auszeichnungen für Musikverkäufe (Land/Region, Auszeichnung, Verkäufe) | Verkäufe  |
| ---------------------------- | ---------------------------------------------------------------------- | --------- |
| Australien (ARIA)            | 2× Platin                                                              | 140.000   |
| Hongkong (IFPI/HKRIA)        | Gold                                                                   | 10.000    |
| Kanada (MC)                  | 3× Platin                                                              | 300.000   |
| Neuseeland (RMNZ)            | 7× Platin                                                              | 140.000   |
| Vereinigte Staaten (RIAA)    | 8× Platin                                                              | 8.000.000 |
| Vereinigtes Königreich (BPI) | 3× Platin                                                              | 900.000   |
| Insgesamt                    | 1× Gold · 23× Platin ·                                                 | 9.490.000 |

Hauptartikel: Billy Joel/Auszeichnungen für Musikverkäufe